# VIII Niedziela Wielkanocna
VIII Niedziela Wielkanocna – niedziela przypadająca w 49. dniu po Niedzieli Zmartwychwstania Pańskiego. 
W tym dniu kończy się okres wielkanocny roku liturgicznego.  